# Hongkong op de Olympische Zomerspelen 2004
Hongkong, sinds 1997 een Speciale Bestuurlijke Regio van China, nam deel aan de Olympische Zomerspelen 2004 in Athene. Bij het tafeltennis werd zilver gewonnen, de eerste medaille voor Hongkong sinds het deel uitmaakt van China. Het was de tweede medaille voor Hongkong ooit, nadat in 1996 bij het zeilen goud werd gehaald.

## Medailleoverzicht
| Sport       | Olympiër             | Discipline     | Medaille |
| ----------- | -------------------- | -------------- | -------- |
| Tafeltennis | Ko Lai Chak Li Ching | dubbelspel (m) | Zilver   |

## Deelnemers en resultaten per onderdeel

### Atletiek
| Olympiër        | Discipline | Resultaat | Prestatie             |
| --------------- | ---------- | --------- | --------------------- |
| Chiang Wai Hung | 100m (m)   | 61e       | serie 8: 6de in 10,70 |

### Badminton
| Olympiër                  | Discipline     | Resultaat | Prestatie |
| ------------------------- | -------------- | --------- | --- |
| Ng Wei                    | enkelspel (m)  | 17e       | 1ste ronde: V van MAS Lee: 3-15, 13-15                                                                                              |
|                           |                |           | |
| Ling Wan Ting             | enkelspel (v)  | 17e       | 1ste ronde: V van TPE Ling: 8-11, 9-11                                                                                              |
| Wang Chen                 | enkelspel (v)  | 5e        | 1ste ronde: W van PER Blanco: 11-1, 11-4 2de ronde: W van NED Yao: 8-11, 13-10, 11-8 kwartfinale: V van CHN Zhang: 9-11, 11-6, 11-7 |
| Koon Wai Chee Li Wing Mui | dubbelspel (v) | 9e        | 1ste ronde: V van GBR Emms/Kellogg: 4-15, 4-15                                                                                      |

### Roeien
| Olympiër               | Discipline             | Resultaat | Prestatie |
| ---------------------- | ---------------------- | --------- | --- |
| Law Hiu Fung           | skiff (m)              | 18e       | serie 1: 3de in 7.28,16 herkansingen: 2de in 7.10,72 halve finale 3: 6de in 7.12,52 finale C: 6de in 7.10,75 |
| Lo Ting Wai So Sau Wah | lichte dubbel-twee (m) | 20e       | serie 2: 5de in 6.43,49 herkansingen: 5de in 6.41,09 halve finale C/D: 4de in 6.37,03                        |

### Schermen
| Olympiër      | Discipline | Resultaat | Prestatie                             |
| ------------- | ---------- | --------- | ------------------------------------- |
| Lau Kwok Kin  | floret (m) | 17e       | 1ste ronde: V van CAN McGuire: 14-15  |
|               |            |           |                                       |
| Chan Ying Man | floret (v) | 17e       | 1ste ronde: V van HUN Varga: 3-15     |
| Chow Tsz Ki   | sabel (v)  | 17e       | 1ste ronde: V van USA Jacobson: 11-15 |

### Schietsport
| Olympiër  | Discipline           | Resultaat | Prestatie                                        |
| --------- | -------------------- | --------- | ------------------------------------------------ |
| Lo Ka Kay | 10m luchtpistool (v) | 34e       | kwalificatie: 34ste met 371 punten (92-95-94-90) |

### Tafeltennis
| Olympiër                 | Discipline     | Resultaat | Prestatie |
| ------------------------ | -------------- | --------- | --- |
| Ko Lai Chak              | enkelspel (m)  | 5e        | 1ste ronde: vrij 2de ronde: W van IND Kamal: 4-0 (11-9, 11-5, 11-9, 11-6) 3de ronde: W van CZE Korbel: 4-3 (11-7, 9-11, 11-7, 2-11, 11-6, 9-11, 11-7) 4de ronde: W van SWE Persson: 4-1 (11-7, 11-6, 8-11, 11-4, 12-10) kwartfinale: V van CHN Wang: 1-4 (9-11, 11-13, 11-6, 8-11, 4-11)                                                 |
| Leung Chu Yan            | enkelspel (m)  | 5e        | 1ste ronde: vrij 2de ronde: W van PRK O: 4-1 (11-3, 11-9, 11-13, 11-4, 11-8) 3de ronde: W van DEN Maze: 4-1 (6-11, 11-5, 11-3, 11-8, 11-9) 4de ronde: W van BLR Samsonov: 4-3 (11-7, 6-11, 11-9, 6-11, 11-5, 7-11, 11-8) kwartfinale: V van KOR Ryu: 2-4 (11-6, 12-10, 6-11, 6-11, 9-11, 5-11)                                           |
| Li Ching                 | enkelspel (m)  | 17e       | 1ste ronde: vrij 2de ronde: W van BRA Monteiro: 4-1 (11-6, 9-11, 11-7, 11-9, 11-5) 3de ronde: V van AUT Schlager: 2-4 (11-8, 9-11, 14-12, 9-11, 9-11, 6-11) |
| Cheung Yuk Leung Chu Yan | dubbelspel (m) | 9e        | 1ste ronde: vrij 2de ronde: vrij 3de ronde: V van RUS Mazoenov/Smirnov: 0-4 (12-14, 7-11, 8-11, 7-11) |
| Ko Lai Chak Li Ching     | dubbelspel (m) | Zilver    | 1ste ronde: vrij 2de ronde: vrij 3de ronde: W van KOR Joo/Oh: 4-1 (11-8, 11-9, 11-3, 5-11, 14-12) kwartfinale: W van SCG Grujić/Karakašević: 4-1 (11-6, 10-12, 11-6, 13-11, 11-9) halve finale: W van RUS Mazoenov/Smirnov: 4-2 (11-5, 11-9, 5-11, 8-11, 11-8, 11-6) finale: V van CHN Chen/Ma: 2-4 (6-11, 7-11, 11-7, 8-11, 11-8, 5-11) |
|                          |                |           | |
| Lau Sui-fei              | enkelspel (v)  | 9e        | 1ste ronde: vrij 2de ronde: vrij 3de ronde: W van RUS Ganina: 4-1 (11-3, 11-6, 10-12, 11-5, 11-6) 4de ronde: V van CHN Zhang: 1-4 (5-11, 7-11, 3-11, 11-9, 5-11) |
| Lin Ling                 | enkelspel (v)  | 17e       | 1ste ronde: vrij 2de ronde: vrij 3de ronde: V van ROU Zamfir: 2-4 (6-11, 7-11, 11-5, 8-11, 11-7, 10-12) |
| Tie Yana                 | enkelspel (v)  | 17e       | 1ste ronde: vrij 2de ronde: vrij 3de ronde: W van HUN Tóth: 4-1 (11-6, 6-11, 12-10, 14-12, 11-6) 4de ronde: W van PRK Kim: 4-1 (11-6, 11-7, 11-4, 8-11, 11-8) kwartfinale: V van KOR Kim: 1-4 (6-11, 12-10, 9-11, 7-11, 7-11) |
| Lau Sui-fei Lin Ling     | dubbelspel (v) | 9e        | 1ste ronde: vrij 2de ronde: vrij 3de ronde: W van RUS Fadejeva/Melnik: 4-2 (11-8, 11-7, 11-5, 8-11, 11-13, 11-8) 4de ronde: V van JPN Fujinama/Umemura: 2-4 (9-11, 11-6, 9-11, 10-12, 11-7, 7-11) |
| Song Ah Sim Tie Yana     | dubbelspel (v) | 5e        | 1ste ronde: vrij 2de ronde: vrij 3de ronde: vrij 4de ronde: RUS Ganina/Palina: 4-0 (11-7, 11-6, 11-7, 11-7) kwartfinale: V van CHN Wang/Zhang: 2-4 (4-11, 11-3, 13-11, 8-11, 10-12, 8-11) |

### Triatlon
| Olympiër   | Discipline | Resultaat | Prestatie  |
| ---------- | ---------- | --------- | ---------- |
| Daniel Lee | mannen     | 43e       | 2:03.30,39 |

### Wielersport
| Olympiër    | Discipline       | Resultaat | Prestatie      |
| Baan        | Baan             | Baan      | Baan           |
| ----------- | ---------------- | --------- | -------------- |
| Wong Kam Po | puntenkoers (m)  | 20e       | 2 punten       |
| Weg         |                  |           |                |
| Wong Kam Po | wegwedstrijd (m) | DNF       | niet gefinisht |

### Zeilen
| Olympiër     | Discipline  | Resultaat | Prestatie-                                 |
| ------------ | ----------- | --------- | ------------------------------------------ |
| Chi Ho Ho    | mistral (m) | 14e       | 138 punten: (21-22-13-24-18-3-17-7-21-9-7) |
|              |             |           |                                            |
| Lee Lai Shan | mistral (v) | 4e        | 42 punten: (3-8-5-1-OCS-3-2-5-4-8-3)       |

### Zwemmen
| Olympiër                  | Discipline           | Resultaat | Prestatie                |
| ------------------------- | -------------------- | --------- | ------------------------ |
| Chi Kin Daniel Tam        | 100m schoolslag (m)  | 44e       | serie 2: 1ste in 1.05,11 |
| Chi Kin Daniel Tam        | 200m schoolslag (m)  | 41e       | serie 2: 8ste in 2.19,48 |
|                           |                      |           |                          |
| Yu Ning Elaine Chan       | 50m vrije slag (v)   | 47e       | serie 6: 8ste in 27,48   |
| Hannah Jane Arnett Wilson | 100m vrije slag (v)  | 34e       | serie 3: 4de in 57,33    |
| Sze Hang Yu               | 200m vrije slag (v)  | 39e       | serie 2: 5de in 2.07,55  |
| Chi Kin Daniel Tam        | 100m rugslag (v)     | 30e       | serie 3: 6de in 1.04,25  |
| Chi Kin Daniel Tam        | 200m rugslag (v)     | 28e       | serie 1: 1ste in 2.19,83 |
| Tsz Wa Yvonne Yip         | 100m schoolslag (v)  | 39e       | serie 2: 7de in 1.14,53  |
| Sze Hang Yu               | 100m vlinderslag (v) | 32e       | serie 2: 7de in 1.02,42  |
| Wing Suet Sandy Chan      | 200m vlinderslag (v) | 29e       | serie 1: 5de in 2.18,45  |

Afghanistan · Albanië · Algerije · Amerikaanse Maagdeneilanden · Amerikaans-Samoa · Andorra · Angola · Antigua en Barbuda · Argentinië · Armenië · Aruba · Australië · Azerbeidzjan · Bahama's · Bahrein · Bangladesh · Barbados · België · Belize · Benin · Bermuda · Bhutan · Bolivia · Bosnië en Herzegovina · Botswana · Brazilië · Britse Maagdeneilanden · Brunei · Bulgarije · Burkina Faso · Burundi · Cambodja · Canada · Centraal-Afrikaanse Republiek · Chili · China · Chinees Taipei · Colombia · Comoren · Congo-Brazzaville · Congo-Kinshasa · Cookeilanden · Costa Rica · Cuba · Cyprus · Denemarken · Djibouti · Dominica · Dominicaanse Republiek · Duitsland · Ecuador · Egypte · El Salvador · Equatoriaal-Guinea · Eritrea · Estland · Ethiopië · Fiji · Filipijnen · Finland · Frankrijk · Gabon · Gambia · Georgië · Ghana · Grenada · Griekenland · Groot-Brittannië · Guam · Guatemala · Guinee · Guinee‑Bissau · Guyana · Haïti · Honduras · Hongarije · Hongkong · Ierland · IJsland · India · Indonesië · Irak · Iran · Israël · Italië · Ivoorkust · Jamaica · Japan · Jemen · Jordanië · Kaaimaneilanden · Kaapverdië · Kameroen · Kazachstan · Kenia · Kirgizië · Kiribati · Koeweit · Kroatië · Laos · Lesotho · Letland · Libanon · Liberia · Libië · Liechtenstein · Litouwen · Luxemburg · Macedonië · Madagaskar · Malawi · Malediven · Maleisië · Mali · Malta · Marokko · Mauritanië · Mauritius · Mexico · Micronesië · Moldavië · Monaco · Mongolië · Mozambique · Myanmar · Namibië · Nauru · Nederland · Nederlandse Antillen · Nepal · Nicaragua · Nieuw-Zeeland · Niger · Nigeria · Noord-Korea · Noorwegen · Oeganda · Oekraïne · Oezbekistan · Oman · Oostenrijk · Oost‑Timor · Pakistan · Palau · Palestina · Panama · Papoea-Nieuw-Guinea · Paraguay · Peru · Polen · Portugal · Puerto Rico · Qatar · Roemenië · Rusland · Rwanda · Saint Kitts en Nevis · Saint Lucia · Saint Vincent en Grenadines · Salomonseilanden · Samoa · San Marino · Sao Tomé en Principe · Saoedi-Arabië · Senegal · Servië en Montenegro · Seychellen · Sierra Leone · Singapore · Slovenië · Slowakije · Soedan · Somalië · Spanje · Sri Lanka · Suriname · Swaziland · Syrië · Tadzjikistan · Tanzania · Thailand · Togo · Tonga · Trinidad en Tobago · Tsjaad · Tsjechië · Tunesië · Turkije · Turkmenistan · Uruguay · Vanuatu · Venezuela · Verenigde Arabische Emiraten · Verenigde Staten · Vietnam · Wit-Rusland · Zambia · Zimbabwe · Zuid-Afrika · Zuid-Korea · Zweden · Zwitserland